# 학생의 날
학생의 날은 학생 독립운동 기념일로 학생들의 자율 역량과 애국심을 함양시키기 위해 제정한 법정기념일이다.

## 나라별 학생의 날

### 대한민국
대한민국에서는 1929년 11월 3일에 일제강점기 조선 전라남도 광주면에서 일어난 항일학생운동을 기념하여 매년 11월 3일을 ‘학생의 날’로 지정하여 기념하다가, 2006년에 그 명칭을 ‘학생독립운동 기념일’으로 변경하였다.

### 아르헨티나
아르헨티나에서는 매년 9월 26일을 ‘봄날’(스페인어: Día de la primavera)로 지정하여, 학생들을 위한 날로 기념하고 있다.

### 이란
이란에서는 팔라비 왕조 시대인 1953년 12월 7일(이슬람력 1332년 9월 16일)에 이란 경찰이 죽인 테헤란 대학의 세 학생을 기념하기 위해 ‘학생의 날’(페르시아어: روز دانشجو)을 지정하였다. 해마다 이란의 많은 대학에서는 학생들로 조직된 지역 시위가 이루어진다. 2009년의 학생의 날에는 제10대 대통령 선거에 반발하여 대규모 학생 시위가 발생하였다.